# Ghiacciaio d'Otemma
Il ghiacciaio d'Otemma si trova in Svizzera nel canton Vallese. È situato lungo la frontiera con l'Italia.

## Variazioni frontali recenti

Evoluzione del ghiacciaio in metri (1881-2002).
In verde, le differenze di lunghezza cumulative. In rosso, le variazioni di lunghezza annuali.

## Caratteristiche
Ha una lunghezza di circa 8 km, una larghezza di 1 km e copre un'area di 16 km².
Il ghiacciaio ha alla sua origine i nevai collocati sul fianco sud-est della Pigne d'Arolla. Arrivati alla quota di 3.100 m il ghiaccio si separa in due parti: una parte scende verso sud-ovest a formare il ghiacciaio d'Otemma e l'altra parte si dirige verso nord-est ed alimenta il ghiacciaio del Monte Collon. Il col de Chermontane (3.037 m) stabilisce il limite tra i due ghiacciai.
Il ghiacciaio scende poi in direzione sud-ovest e la sua lingua glaciale termina all'altezza di 2.500 m all'altezza della Pointe d'Otemma (3.403 m). Alimenta la Drance de Bagnes ed il lago di Mauvoisin.
Le principali montagne che contornano il ghiacciaio sono: Petit Mont Collon (3.556 m), Pointes du Brenay (3.711 m), Pointe d'Otemma (3.403 m), aouille Tseuque (3.554 m) e La Sengla (3.714 m).